# Norops valencienni
Norops valencienni är en ödleart som beskrevs av  Duméril och BIBRON 1837. Norops valencienni ingår i släktet Norops och familjen Polychrotidae. IUCN kategoriserar arten globalt som livskraftig. Inga underarter finns listade i Catalogue of Life.